# أحمد أبو خنيجر
أحمد أبو خنيجر (27 مارس 1967 -) هو كاتب وروائي وقاص وكاتب مسرحي مصري.

## حياته ونشأته
وُلد في 27 مارس عام 1967 بمحافظة أسوان، وتخرج من كلية العلوم في مايو عام 1988، ثم حصل على دبلوم عام في التربية في مايو عام 1993، تُرجمت العديد من أعماله الأدبية إلى عدة لغات أخرى منها الإنجليزية، والفرنسية، والألمانية، وهو عضو باتحاد كتاب مصر.

## مؤلفاته
ألف أحمد أبو خنيجر العديد من المؤلفات التي تنوعت ما بين المجموعات القصصية، والروايات، والنصوص المسرحية، وقصص الأطفال، والدراسات الأدبية في الأدب الشعبي، ومنها:

### المؤلفات
- حديث خاص عن الجدة (مجموعة قصصية): صدرت عام 1995 عن الهيئة العامة لقصور الثقافة بالقاهرة.[2]
- غواية الشر الجميل (مجموعة قصصية): صدرت عام 1998 عن دار ملامح للنشر والتوزيع بالقاهرة.[3]
- الطرق الصوفية في أسوان: صدر عام 1999 عن الصندوق الاجتماعي للتنمية بأسوان.
- جر الرباب (مجموعة قصصية): صدرت عام 2001 عن الهيئة العامة للكتاب بالقاهرة.
- فتنة الصحراء (رواية): صدرت عام 2003 عن دار ميريت للنشر والتوزيع بالقاهرة.[4]
- مساحة للموت (مجموعة قصصية): صدرت عام 2004 عن الهيئة المصرية العامة للكتاب بالقاهرة ضمن مشروع مكتبة الأسرة.[5]
- كان ياما كان - دراسة في الحكاية الشعبية: صدر عام 2004 عن الهيئة العامة لقصور الثقافة بأسوان.
- نجع السلعوة (رواية): صدرت عام 2005 عن دار الحضارة للنشر والتوزيع بالقاهرة.[6]
- العمة أخت الرجال (رواية): صدرت عام 2006 عن دار الحضارة للنشر والتوزيع بالقاهرة، وفازت بجائزة ساويرس للثقافة عام 2007.[7]
- حرخوف أمير أسوان (رواية ): صدرت عام 2008 عن دار الهلال للطبع والنشر والتوزيع بالقاهرة.
- خور الجمال (رواية): صدرت عام 2008 عن دار الهلال للنشر والتوزيع بالقاهرة.[8]
- الثعلب اسكافيا (قصة للأطفال): صدرت عام 2009 ضمن كتاب قطر الندى عن الهيئة العامة لقصور الثقافة بالقاهرة.
- كتاب الحكايات: صدر في أكتوبر عام 2010 عن دار نهضة مصر للطباعة والنشر والتوزيع بالقاهرة.
- في رحاب الصحراء، مدد يا شاذلي - رحلة في المكان والطقوس: صدر عام 2012 عن الهيئة العامة لقصور الثقافة بأسوان.
- ثلاثة مشاهد للعلم. كتاب عن الثورة المصرية: صدر عام 2013 عن الهيئة العامة لقصور الثقافة بالقاهرة.
- العنب للذئب قصة للأطفال): صدرت عام 2015 ضمن كتاب قطر الندى عن الهيئة العامة لقصور الثقافة بالقاهرة.
- مشاهد عابرة لرجل وحيد (مجموعة قصصية): صدرت عام 2017 عن الهيئة العامة لقصور الثقافة بالقاهرة، وفازت بجائزة ساويرس للثقافة في القصة القصيرة لكبار الكتاب عام 2019.[9][10]
- متاهة الذئب (مجموعة قصصية): صدرت عام 2021 خلال معرض القاهرة الدولي للكتاب.[11]

## الجوائز
حظي الكاتب أحمد أبو خنيجر بتكريم العديد من الجهات المحلية والعربية، وحصل على عدد من الجوائز الأدبية، والتي من أهمها:
- جائزة جريدة أخبار الأدب للمركز الثاني في مسابقة أفضل قصة قصيرة عن قصته بعنوان «غواية الشر الجميل» عام 1994.
- جائزة الهيئة العامة لقصور الثقافة عام 1998 عن قصته «جر الرباب».
- جائزة مسابقة مؤسسة اقرأ الخيرية للقصة القصيرة عام 1999 عن قصته «حد الخوص».
- جائزة هيئة قصور الثقافة عام 2001 عن النص المسرحي «ياسين».
- تكريم المؤتمر العام لأدباء مصر والذي أقيم في مدينة الفيوم عام 2001.
- جائزة الدولة التشجيعية للتفوق في الآداب عام 2003 عن روايته «نجع السلعوة».
- جائزة نادي القصة للرواية عام 2006 عن روايته العمة أخت الرجال.
- جائزة ساوريس للثقافة للمركز الثاني في الرواية فرع شباب الكتاب عن روايته «العمة أخت الرجال» عام 2007.[12]
- جائزة اتحاد كتاب مصر عام 2009 عن روايته «خور الجمال».
- جائزة ساويرس للثقافة في القصة القصيرة لفرع كبار الكتاب عن مجموعته القصصية «مشاهد عابرة لرجل وحيد» عام 2019.[13]
- جائزة الدولة التشجيعية للتفوق في الآداب عام 2021.[14][15]